# Epistilbita
L'epistilbita és un mineral de la classe dels silicats, del grup de les zeolites. Va ser descoberta el 1826, i rep el seu nom del grec epi (proper) i del mineral estilbita.

## Característiques
L'epistilbita és una zeolita, un silicat de calci, amb fórmula CaAl₂Si₆O16·5H₂O, que pot contenir impureses de ferro, magnesi, sodi i potassi. És un mineral dimorf de la goosecreekita. Cristal·litza en el sistema monoclínic formant cristalls prismàtics. També s'hi pot trobar en hàbit esferulític o formant agregats. La seva duresa a l'escala de Mohs és de 4, la mateixa que la fluorita.
Segons la classificació de Nickel-Strunz, l'epistilbita pertany a «02.GD: Tectosilicats amb H₂O zeolítica; cadenes de 6-enllaços – zeolites tabulars» juntament amb els següents minerals: gmelinita-Ca, gmelinita-K, gmelinita-Na, willhendersonita, cabazita-Ca, cabazita-K, cabazita-Na, cabazita-Sr, cabazita-Mg, levyna-Ca, levyna-Na, bellbergita, erionita-Ca, erionita-K, erionita-Na, offretita, wenkita, faujasita-Ca, faujasita-Mg, faujasita-Na, maricopaita, mordenita, dachiardita-Ca, dachiardita-Na, ferrierita-K, ferrierita-Mg, ferrierita-Na i bikitaita.

## Formació i jaciments
Es troba en cavitats en els basalts i gneises. Sol trobar-se associada a altres zeolites i quars.